# لويبدة (إدلب)
لويبدة قرية سورية تتبع ناحية كفرنبل في منطقة معرة النعمان في محافظة إدلب. بلغ عدد سكانها 301 نسمة في عام 2004 حسب إحصاء المكتب المركزي للإحصاء.